# Тепло наших тел
«Тепло наших тел» (англ. Warm Bodies) — фильм режиссёра Джонатана Ливайна по одноимённому роману Айзека Мариона. Премьера в США состоялась 1 февраля 2013 года, в России — 31 января 2013.
Съёмки проходили в Монреале.
Слоган фильма: Cold body, warm heart («Холодное тело, горячее сердце»).

## Сюжет
Зомби (Николас Холт) по имени «Р» живёт в самолете «Боинг» в заброшенном аэропорту в обществе себе подобных. Он может говорить фразы только из нескольких слогов, но его внутренний мир намного разнообразнее. У Р нет личных воспоминаний, скудные эмоции, зато после поедания мозга он может видеть прошлое съеденных им людей. Р спасает девушку Джули (Тереза Палмер) вместо того, чтобы её съесть. Дружба, завязавшаяся между представителями враждующих сторон, грозит обоим самыми нехорошими последствиями. Но Р и Джули, сами того не подозревая, держат в руках простой и единственный ключ к спасению гибнущего мира.
После столкновения Джули с группой зомби, включающей его друга М, Р решает вернуть её в человеческий анклав. По дороге Р рассказывает Джули, что он убил её парня Перри, показав ей его золотые часы и побуждая её оставить его и вернуться домой в одиночестве. Р возвращается в аэропорт с разбитым сердцем и обнаруживает, что М и другие зомби также показывают признаки жизни. Это делает их мишенями для Скелетов — скелетных зомби, которые, утратив свою человечность, потеряли свою плоть и охотятся на что-либо с сердцебиением. Р и M ведут группу к анклаву людей, где Р пробирается внутрь, за стену, оставляя зомби на стадионе. Он планирует убедить выживших, что зомби изменяются и могут снова стать настоящими людьми.
Р находит Джули и встречает её подругу Нору, которая шокирована, увидев Р на этой территории, но замечает растущую человечность Р. Втроём они пытаются всё рассказать вождю выживших, отцу Джулии полковнику Гриджио, но он угрожает убить Р, останавливаясь только тогда, когда Нора нацеливает на него пистолет. Джули и Р убегают на бейсбольный стадион, где их ждёт остальная часть группы Р, но оказываются под атакой Скелетов. В это время полковник Гриджио отправляет отряд бойцов в атаку на скелетов, и они оказываются шокированными, увидев, что зомби сражаются со скелетами. Когда они стоят в раздумье, не понимая, в кого стрелять, рядом оказывается М, который говорит солдатам «привет». Солдаты, понимая теперь, кто на их стороне, начинают атаку на скелетов.
В то время как М и его зомби сражаются против Скелетов, Джули и Р убегают, но оказываются прижатыми к огромному разбитому окну, под которым находится бассейн. Выбрав единственный путь к спасению, Р прыгает с Джулией в бассейн далеко внизу, защищая её от удара. После того как Джули вытаскивает Р со дна бассейна, они целуются. Полковник Гриджио прибывает и пытается уговорить дочь отойти от «трупа». Джули уверяет отца, что Р больше не зомби, но он стреляет в плечо Р. Джули повторяет попытки убедить отца в том, что Р не зомби; вдруг она замечает, что из его раны сочится кровь, показывая, что он полностью восстановился и снова стал человеком. Полковник Гриджио вынужден признать этот факт. Он сообщает всем своим людям, что ситуация изменилась и зомби больше им не враги.
Люди и зомби объединяют силы и убивают большую часть Скелетов, а остальные Скелеты погибают от голода. Зомби медленно возвращаются к жизни и заново осваиваются в человеческом обществе.

## В ролях
В фильме задействовано свыше 50 актёров, не считая актёров массовки.
| Актёр                                        | Роль                                              |
| -------------------------------------------- | ------------------------------------------------- |
| Николас Холт                                 | Р (R)                                             |
| Тереза Палмер                                | Джули Гриджио (Julie)                             |
| Анали Типтон                                 | Нора (Nora)                                       |
| Роб Кордри                                   | М (M)                                             |
| Дэйв Франко                                  | Перри Кельвин (Perry)                             |
| Джон Малкович                                | Полковник Гриджио (Grigio)                        |
| Кори Хардрикт (англ. Cory Hardrict)          | Кевин (Kevin)                                     |
| Артур Холден (англ. Arthur Holden)           | Зомби (Zombie Patient)                            |
| Христиан Паул (англ. Christian Paul (actor)) | Солдат (Stadium Soldier)                          |
| Джастин Брэдли (англ. Justin Bradley)        | (Unknown)                                         |
| Тод Феннелл (англ. Tod Fennell)              | Боец военного патруля (Armed Patrol (uncredited)) |
| Патрик Сабонгай                              | Охотник на зомби (Hunting Zombie (uncredited))    |